# Matija Frigan
Matija Frigan (Fiume, 11 febbraio 2003) è un calciatore croato, attaccante del Parma.

## Carriera

### Club
Ha giocato nella prima divisione croata ed in quella belga.

Il 15 agosto 2025 lo acquista il Parma dal Westerlo, firmando un contratto quinquiennale , esordendo due giorni dopo nella partita di Coppa Italia contro il Pescara, in cui gioca gli ultimi 11 minuti. Purtroppo dopo appena quattro giorni dal suo acquisto subisce un infortunio in allenamento, che comporta la rottura del legamento crociato anteriore sinistro.

### Nazionale
Ha giocato nelle nazionali giovanili croate Under-18, Under-19, Under-20 ed Under-21.
Il 21 agosto 2023 viene convocato per la prima volta in nazionale maggiore.

## Statistiche

### Presenze e reti nei club
Statistiche aggiornate al 22 gennaio 2023.
| Stagione        | Squadra              | Campionato      | Campionato | Campionato | Coppe nazionali | Coppe nazionali | Coppe nazionali | Coppe continentali | Coppe continentali | Coppe continentali | Altre coppe | Altre coppe | Altre coppe | Totale | Totale |
| Stagione        | Squadra              | Comp            | Pres       | Reti       | Comp            | Pres            | Reti            | Comp               | Pres               | Reti               | Comp        | Pres        | Reti        | Pres   | Reti   |
| --------------- | -------------------- | --------------- | ---------- | ---------- | --------------- | --------------- | --------------- | ------------------ | ------------------ | ------------------ | ----------- | ----------- | ----------- | ------ | ------ |
| nov. 2020       | Rijeka               | 1. HNL          | -          | -          | CC              | -               | -               | UEL                | 1                  | 0                  | -           | -           | -           | 1      | 0      |
| 2021-gen. 2022  | Orijent              | 2. HNL          | 13         | 4          | CC              | 2               | 0               | -                  | -                  | -                  | -           | -           | -           | 15     | 4      |
| gen.-giu. 2022  | Hrvatski Dragovoljac | 1. HNL          | 15         | 3          | CC              | -               | -               | -                  | -                  | -                  | -           | -           | -           | 15     | 3      |
| 2022-2023       | Rijeka               | 1. HNL          | 27         | 14         | CC              | 2               | 1               | UECL               | 2                  | 0                  | -           | -           | -           | 31     | 15     |
| 2023-2024       | Westerlo             | D1              | 30         | 5          | CB              | 1               | 0               | -                  | -                  | -                  | -           | -           | -           | 31     | 5      |
| 2024-2025       | Westerlo             | D1              | 39         | 13         | CB              | 2               | 1               | -                  | -                  | -                  | -           | -           | -           | 41     | 14     |
| ago. 2025       | Westerlo             | D1              | 3          | 1          | -               | -               | -               | -                  | -                  | -                  | -           | -           | -           | 3      | 1      |
| Totale Westerlo | Totale Westerlo      | Totale Westerlo | 72         | 19         |                 | 3               | 1               |                    | -                  | -                  |             | -           | -           | 75     | 20     |
| 2025-2026       | Parma                | A               | 0          | 0          | CI              | 0               | 0               | -                  | -                  | -                  | -           | -           | -           | 0      | 0      |
| Totale carriera | Totale carriera      | Totale carriera | 127        | 40         |                 | 7               | 2               |                    | 3                  | 0                  |             | -           | -           | 137    | 42     |